# Хиршфельд, Магнус
Магнус Хиршфельд (или Гиршфельд, нем. Magnus Hirschfeld; 14 мая 1868, Кольберг, Северогерманский союз — 14 мая 1935, Ницца, Третья Французская республика) — немецкий сексолог, исследователь человеческой сексуальности, в частности гомосексуальности, и защитник прав сексуальных меньшинств.

## Биография

### Ранние годы
Родился 14 мая 1868 года в Кольберге в еврейской семье. Его отец Герман Хиршфельд (Hermann Hirschfeld; 1825—1885), уроженец Нойштеттина, был врачом-бальнеотерапевтом, главврачом Еврейского санатория в Кольберге, популяризовавшим грязелечение. Его мать, Фридерика Хиршфельд, урождённая Манн (1836—1905), была домохозяйкой. В семье было 11 детей.
С 1887 года изучал филологию в Бреслау, с 1888 по 1892 год — медицину в Страсбурге, Мюнхене, Гейдельберге и Берлине. В 1892 году защитил в Берлине докторскую диссертацию на тему «Болезни нервной системы, возникшие в результате гриппа». После учёбы некоторое время путешествовал по США и Африке. С 1894 года работал практикующим врачом в Магдебурге. В 1896 году переехал в Шарлоттенбург.
В 1896 году опубликовал под псевдонимом Теодор Рамин свой первый трактат об однополой любви «Сапфо и Сократ, или Как объяснить любовь мужчин и женщин к лицам своего пола?», внеся в молодую отрасль науки революционный аспект — «учение о промежуточных сексуальных ступенях». До сих пор сексуальность, гендерный порядок и гендерные роли, по крайней мере, в официальном и общественном мышлении, основывались только на общепринятых и чётко определённых отношениях между мужчинами и женщинами с явно мужской или явно женской ориентацией. Хиршфельд, напротив, выдвинул теорию, согласно которой все мужчины и женщины представляют собой «уникальную, неповторимую смесь мужских и женских характеристик». Это учение о промежуточных ступенях легло в основу его работы в области сексологии и вытекающих из этого сексуально-политических требований к освобождению сексуальных меньшинств, таких как гомосексуалы и бисексуалы, от преследований со стороны государства и от социальной изоляции.
15 мая 1897 года вместе с издателем Максом Шпором, юристом Эдуардом Обрергом и писателем Францем Йозефом фон Бюловым Хиршфельд основал «Научно-гуманитарный комитет» и был избран его председателем. Этот комитет стал первой в истории организацией по защите прав геев. Его амбициозный девиз «Через науку к справедливости» отражал понимание задачи — на основе научных исследований бороться с дискриминацией и уголовным преследованием. У комитета были следующие цели: добиваться отмены статьи 175 Уголовного кодекса Германского рейха, запрещающего гомосексуальные контакты между мужчинами (о женской гомосексуальности в этой статье вообще не упоминалось); заниматься общественным просвещением, что означало бороться с предрассудками в отношении гомосексуальности и самих гомосексуалов; представлять интересы гомосексуалов в их борьбе за свои права. Для достижения первой цели по инициативе комитета в декабре 1897 году в рейхстаг была направлена первая петиция против статьи 175. Удалось собрать более двухсот подписей. Первыми в поддержку петиции выступили председатель СДПГ Август Бебель и психиатр Рихард фон Крафт-Эбинг. Год спустя петиция, которую подписали уже около тысячи человек, была снова направлена в новоизбранный рейхстаг. Результат оказался таким же отрицательным, как и в 1904, 1907, 1922 и 1926 годах. При этом в 1907 году петицию подписали шесть тысяч человек.
В 1899 году Комитет приступил к распространению «Ежегодника промежуточных сексуальных ступеней» (Jahrbuch für sexuelle Zwischenstufen), который издавался до 1923 года. В нём публиковались результаты научных и культурологических исследований в области гомосексуальности.
Одним из главных научных проектов Хиршфельда была попытка опровергнуть патологию гомосексуалов. Он был первым, кто в 1903 году вместе со своим коллегой Эрнстом Бурхардом эмпирически исследовал связь между гомосексуальностью, патологией и дегенерацией. Хиршфельд заявил:

Гомосексуальность не является ни болезнью, ни вырождением, ни пороком, ни преступлением, но представляет собой часть естественного порядка.
В 1904 году в рамках своих исследований Хиршфельд проводил социологические опросы среди студентов и рабочих-металлистов относительно их сексуальной ориентации и пришёл к выводу, что доля гомосексуалов в населении составляет около 1,5 %, а бисексуалов — около 3,9 %. После того как некоторые из опрошенных студентов заявили на Хиршфельда в полицию, 7 мая 1904 года он был осуждён за оскорбление. На своём заседании 22 января 1904 года мюнхенское отделение комитета раскритиковало подход Хиршфельда к опросу студентов и на собрании 22 апреля 1904 года дистанцировалось от него из-за уголовных обвинений.
В 1908 году при редакционной поддержке Фридриха Соломона Краусса Хиршфельд начал издавать «Журнал сексологии» (Zeitschrift für Sexualwissenschaft), но в том же году был вынужден его закрыть.
В период с 1907 по 1909 год деятельность Хиршфельда в качестве судебного эксперта по сексуальным вопросам в контексте дела Хардена-Эйленбурга, фигурантами которого оказались высокопоставленные чиновники из окружения кайзера Вильгельма II, привлекла особое внимание общественности. Хиршфельд был также судебным экспертом по делу Маттонета, связанному с шантажом и убийством гомосексуала. В 1908 году куплетист Отто Ройтер в своей песне о Хиршфельде спародировал аналитический подход сексолога и гомофобию, свирепствовавшую в аристократии и офицерском корпусе. Песня широко разошлась на пластинках и также способствовала росту популярности Хиршфельда. Это первая запись на пластинке, имеющая прямое отношение к гомосексуальности.
В 1910 году Хиршфельд опубликовал свой важный труд «Трансвеститы: исследование стремления к эротической маскировке» и, таким образом, ввёл термин трансвестит для людей, носящих одежду противоположного пола. От него произошла официальная справка трансвестита, владельцы которой освобождались от преследования.
Во время Первой мировой войны Хиршфельд работал по заданию Красного Креста врачом для военнопленных. В этот период он написал свой самый важный труд по сексологии — трёхтомник «Сексопатология», который был опубликован в 1917—1920 годах.
В 1918 году он учредил Фонд д-ра Магнуса Хиршфельда, ставший предтечей его Института сексологии.

### Период Веймарской республики
6 июля 1919 года вместе с дерматологом Фридрихом Вертхаймом и неврологом и психотерапевтом Артуром Кронфельдом Хиршфельд основал в Берлине Институт сексуальных наук, ставший первым в мире научным учреждением по исследованию сексуальности человека.
В 1919 году он был консультантом одного из первых в истории кинематографа фильмов, посвящённых гомосексуальности, «Не такой как все» Рихарда Освальда с Конрадом Фейдтом в главной роли. В фильме рассказывалась история виолончелиста, который стал жертвой шантажа ввиду своей гомосексуальности. На премьере 24 мая 1919 года Хиршфельд обратился к публике со следующими словами: 

То, что сегодня предстанет перед вашими глазами и перед вашими душами, относится к исключительно важной и непростой теме. Она трудна потому, что в отношении её среди людей существует огромное количество предрассудков и невежественных представлений. Важность этой темы заключается в том, что мы не только должны освободить гомосексуалистов от незаслуженного презрения, но должны таким образом повлиять на общественное мнение, чтобы исчез юридический произвол, по своему варварству сравнимый с поиском и сожжением на кострах ведьм, безбожников и еретиков. Кроме того, число людей, которые родились «не такими, как все», гораздо больше, чем это могут представить большинство родителей… Фильм, который вам первыми сейчас предстоит увидеть, позволит приблизить то время, когда будет покончено с темной безграмотностью, наука победит предрассудки, закон одолеет беззаконие, а человеческая любовь одержит победу над человеческой жестокостью и невежеством.
4 октября 1920 года после завершения лекции в мюнхенском Тонхалле Хиршфельд был избит правыми экстремистами. Виновные так и не были найдены, вместо этого полиция открыла следствие в отношении жертвы нападения на предмет грубого нарушения общественного порядка и непристойной лекции. Хиршфельд пережил нападение и в больнице вспомнил время, когда «люди в этом городе ещё не ходили с (…) резиновыми дубинками и (…) оружием». Он не дал себя запугать, продолжив лекторскую деятельность.
В 1921 году Институт сексуальных наук организовал «Первую международную конференцию по сексуальной реформе на основе сексологии», в которой приняли участие известные сексологи, выступавшие против вмешательства государства в вопросы морали. Хиршфельд и его коллеги были убеждены в том, что достижения в сексологии могут привести к реформам в обществе. Хиршфельд также был членом правления основанного в 1923 году Института натуризма Адольфа Коха.
В конце июня 1926 года по приглашению правительства СССР Хиршфельд совершил поездку в Москву и Ленинград. 4 ноября 1926 года он выступил с первым отчётом на мероприятии «Общества друзей новой России» в берлинском отеле Russischer Hof, отметив, что «Советская Россия после революции совершила гигантские достижения». На законодательном уровне в брачном и семейном праве, в уголовном праве и тюремном праве там реализовано все, чего он безуспешно добивался в Германии. Например, уголовный закон о гомосексуализме является образцовым в том смысле, что он наказывает только за соблазнение сексуально незрелых людей, применение насилия и эксплуатацию беспомощного состояния человека. Однако Хиршфельд увидел и общественные дефициты:

Кажется странным, что оценка гомосексуальности в России полностью соответствует распространенному в нашей стране мнению: гомосексуал считается в России дегенеративным, непролетарским.
На втором конгрессе Института сексологии, состоявшемся в 1928 году в Копенгагене, была основана «Всемирная лига сексуальных реформ». За ним последовали конгрессы в Лондоне (1929), Вене (1930) и Брно (1932). Бюро организации находилось в Институте сексологии в Берлине.
В 1931 году Хиршфельд отправился в кругосветное путешествие, побывав в США, Японии, Китае, на Яве, в Индии, Египте и Палестине. После своего мирового турне с середины 1932 года оставался в Швейцарии, на безопасном расстоянии от всё более угрожающей политической обстановки в Германии.

### После прихода нацистов к власти
6 мая 1933 года институт Хиршфельда был разорён и закрыт, его работы были конфискованы и публично сожжены на Оперной площади Берлина.
Примерно в то же время, когда нацисты разграбили его институт в Берлине, Хиршфельд покинул Аскону и отправился в изгнание во Францию. В свой 65-й день рождения, 14 мая 1933 года, он прибыл в Париж. В одном парижском кинотеатре он увидел кадры сожжения его книг в Берлине.
В 1934 году Хиршфельд был лишён немецкого гражданства.
После того как ему не удалось основать в Париже новый институт, он поселился в Ницце, где умер от сердечного приступа в 1935 году в день своего 67-летия.
Сестра Хиршфельда, Реха Тобиас (Recha Tobias), осталась в Германии, она умерла 28 сентября 1942 года в гетто Терезиенштадт «от сердечной слабости».

## Память
В 1999 году немецкий режиссёр Роза фон Праунхайм снял о Хиршфельде игровой фильм «Эйнштейн секса».
6 мая 2008 года по инициативе Союза геев и лесбиянок Германии одна из набережных Шпрее недалеко от Ведомства федерального канцлера Германии в Берлине была переименована в Набережную Магнуса Хиршфельда (Magnus-Hirschfeld-Ufer).

## Публикации
- Magnus Hirschfild. Berlins Drittes Geschlecht — bei H. Seemann, Berlin u. Leipzig, 1904, 77 S., Nachdruck 1991, Verlag Rosa Winkel, ISBN 3-921495-59-8
- Magnus Hirschfild. Weltreise eines Sexualforschers — Ebel, Martin (Hrsg.) Eichborn, Frankfurt a.M., 2006 (= Die Andere Bibliothek, 254). ISBN 3-8218-4567-8
- Magnus Hirschfild. Die Homosexualität des Mannes und des Weibes (нем.). — 2. Aufl.. — Berlin: de Gruyter, 2001. — S. 4. — 332 S. — ISBN 3-11-017251-8.
- Magnus Hirschfeld: Was muss das Volk vom dritten Geschlecht wissen!. Архивировано 24 сентября 2015 года. // Verlag von Max Spohr in Leipzig, 1901
- Магнус Хиршфельд. Что должен знать народ о третьем поле! (нем.). giovannidallorto.com. Дата обращения: 17 июля 2025. (1901)

## Переводы на русский язык
- Магнус Гиршфельд. Третий пол Берлина. (Документы большого столичного города) / пер. с нем., ред. проф. В. Н. Пирогова. СПб.: СПб. Коммерч. Типо-Литография Виленчик, 1908. — 135 + [1] с.
- Боди Н. О. Девичьи годы одного мужчины / Предисл. Р. Пресберга и послесл. д-ра мед. М. Гиршфельда. Пер. Евг. Маурина. — Санкт-Петербург: электропеч. Я. Левенштейн, 1908. — 211 с. ; 18 см.
- Магнус Гиршфельд. Естественные законы любви: Общепонят. исслед. о восприятии любви, напряжении любви и выражении любви — диссертация. Пер. с нем. СПб.: Издание д-ра мед. Г. М. Итина, 1913. — 220 c. 20 х 14,5 см.
- Магнус Гиршфельд. Сексуальные катастрофы. / Составлено при содействии советника Государственного суда доктора О. Гольдмана. Предисловие д-ра Леви-Ленца. Перевод с немецкого. Рига: Общедоступная библиотека, 1932. — 141 + [3] с.